# Млечник шиповатый
Мле́чник шипова́тый (лат. Lactárius spinósulus) — гриб рода Млечник (Lactarius) семейства Сыроежковые (Russulaceae). 
Научные синонимы:
- Lactifluus spinosulus (Quél.) Kuntze, 1891
- Lactarius lilacinus var. spinosulus (Quél.) Bataille, 1908
- Lactarius lilacinus subsp. spinosulus (Quél.) Singer, 1942

## Описание
Шляпка диаметром 2—6 см, сначала плосковыпуклая с загнутым краем, затем распростёртая, вдавленная, с опущенным или прямым, часто лопастно-неровным, изогнутым или волнистым, тонким краем. Кожица розово-красная, с чёткими красно-бордовыми концентрическими зонами, с более тёмными красноватыми шиповидными чешуйками, позднее слегка выцветающая, розовая.
Мякоть беловатая или бледно-охристая, позднее зеленеющая, иногда до черновато-зелёной. Млечный сок белый, на воздухе медленно зеленеющий, неедкий, сначала с мягким вкусом, затем горьковато-острый.
Пластинки относительно частые, узкие, приросшие или слабо нисходящие по ножке, желтоватые.
Ножка 3—5 см в высоту, диаметр 0,2—0,8 см, обычно неправильно изогнутая, одного цвета со шляпкой или светлее её, темнеющая при надавливании, внутри полая.
Споры светло-охристого цвета.

### Изменчивость
Пластинки могут быть от палевого до ярко-охристого цвета.

## Экологияи распространение
Образует микоризу с берёзой. Встречается не часто, в лиственных и смешанных лесах, во влажных местах.
Сезон с середины августа до последней декады сентября (массово в первой половине сентября).

## Сходные виды
Волнушка розовая (Lactarius torminosus), от которой отличается меньшими размерами и более тонкой ломкой мякотью.

## Пищевые качества
Обычно считается несъедобным грибом, однако, по мнению некоторых авторов, вполне съедобен, годится для солений.